# Ибаньес, Пако
Па́ко Иба́ньес (псевдоним Франсиско Ибаньеса Горостиди, исп. Francisco Ibáñez Gorostidi) (Валенсия, 20 ноября 1934 года) — испанский певец, бард. Большая часть произведений им написана на стихи испанских и латиноамериканских поэтов.

## Биография
Отец — валенсиец, мать — из Страны Басков, младший сын из четверых в семье. Отец, будучи членом анархо-синдикалистского профсоюза Национальная конфедерация труда (CNT), вывез семью во Францию после Гражданской войны. Но во Франции отца Пако посадили в немецкий лагерь для испанских республиканцев, и мать вывезла детей в Сан-Себастьян, к себе на родину. В 1948 году семья воссоединяется в Перпиньяне, Пако растет во Франции и учится у отца столярному делу. Тогда же начал играть на скрипке, но вскоре скрипку сменяет гитара. Семья переезжает в Париж, где Пако Ибаньес знакомится с творчеством Атауальпы Юпанки и Жоржа Брассенса, а также Лео Ферре. Эти авторы становятся его главными учителями в музыке.
В 1964 году он записывает первый диск на стихи Гонгоры и Лорки. Диск стал классическим, а обложку для него нарисовал Сальвадор Дали, пожелавший познакомиться с молодым автором. Связи в мире культуры растут. Дом Ибаньесов в Париже становится местом встречи испанских художников, музыкантов и артистов. Пако с друзьями основывает заведение исп. Lа Carraса, где ставят спектакли на испанском. Первый концерт Пако Ибаньеса на родине состоялся в Манресе, где состоялся первый фестиваль «Документальной песни» (исп. "Primera Trobada de Canço de Testimoni"). С этого момента певец выступает в университетах и даже на испанском телевидении. Пако поселяется в Барселоне, но ездит во Францию с концертами. Бунтующая французская молодежь заполняет залы во время его выступлений. Третий диск Пако иллюстрирует Антонио Саура.
В 1969 году испанский певец выступил в Париже в концертном зале Олимпия, где он  впервые исполнил песню Жоржа Брассенса «La Mauvaise Réputation» на испанском языке в переводе поэта и переводчика Пьера Паскаля. Запись концерта была опубликована на диске «Пако Ибаньес в Олимпии» («Paco Ibáñez en el Olympia»).  В 1970 году Пабло Неруда, познакомившись с Ибаньесом в Париже, предлагает ему петь песни на свои стихи.
В 1971 году франксисткая цензура запрещает Пако Ибаньесу выступать на территории Испании. Певец много путешествует, но после смерти Франко не спешит возвращаться в Испанию. В 1982 году он дает концерт в рамках предвыборной кампании ИСРП перед многотысячной аудиторией.
Дважды отказывается от престижных наград. В первый раз — в 1983 году французское министерство культуры присуждает ему «Орден за вклад в искусство и литературу». Но певец отказывается под предлогом того, что творец не должен терять свободу. И второй раз — в 1987 году он отклоняет ту же награду. В Испании он не принял премию «Джеральд Бренан» (Gerald Brenan (исп.)) в 1998 году по указанным причинам.
С 1994 года живёт в Барселоне.
В ноябре 2005 года давал концерт в Москве.